# Малое Алексейцево
Малое Алексейцево — деревня в Молоковском районе Тверской области.

## География
Находится в восточной части Тверской области на расстоянии приблизительно 12 км по прямой на восток-северо-восток от районного центра поселка Молоково.

## История
Деревня была отмечена еще на карте Менде (состояние местности на 1848 год). В 1859 году здесь (деревня Весьегонского уезда Тверской губернии) было учтено 16 дворов. До 2015 года входила в Делединское сельское поселение, с 2015 по 2021 год в состав Молоковское сельское поселение до его упразднения.

## Население
Численность населения: 92 человека (1859 год), 0 как в 2002 году, так и в 2010.